# Hemimysis lamornae
Hemimysis lamornae är en kräftdjursart som först beskrevs av John Nathaniel Couch 1856.  Hemimysis lamornae ingår i släktet Hemimysis och familjen Mysidae. Arten är reproducerande i Sverige. Inga underarter finns listade i Catalogue of Life.